# Катастрофа Boeing CT-43A у Дубровника
Катастрофа Boeing T-43 под Дубровником — авиационная катастрофа, произошедшая в среду 3 апреля 1996 года в 3 км от аэропорта Дубровника. Военно-транспортный самолёт Boeing CT-43A ВВС США (принадлежал 76-й воздушно-транспортной эскадрилье 86-го воздушно-транспортного крыла) совершал рейс IFO-21 по маршруту Загреб—Тузла—Дубровник. На его борту находились 30 пассажиров и 5 членов экипажа; среди пассажиров был министр торговли США Рональд Браун.
Полёт проходил при слабой видимости и в сильный дождь. При заходе на посадку в аэропорту Дубровника самолёт отклонился от курса и врезался в гору Стражишче. Погибли все находившиеся на его борту 35 человек — 1 стюардесса выжила после катастрофы и была обнаружена спасателями, но скончалась по дороге в больницу от полученных травм. Катастрофа рейса 21 по числу погибших стала третьей в истории Хорватии (с учётом её пребывания в составе Югославии).
Расследование NTSB показало, что катастрофе способствовали несколько факторов, из которых в качестве основных назывались «ошибки командования, ошибки экипажа и недостаточно проработанная процедура захода на посадку». В частности, выяснилось, что рейс IFO-21 не имел права совершать посадку в аэропорту Дубровник в плохую погоду в связи с соответствующими распоряжениями ВВС США, а также из-за отсутствия в аэропорту соответствующего оборудования для приёма самолётов. Тем не менее все запреты были проигнорированы командованием части, к которой был приписан самолёт.

## Сведения о рейсе 21

### Самолёт

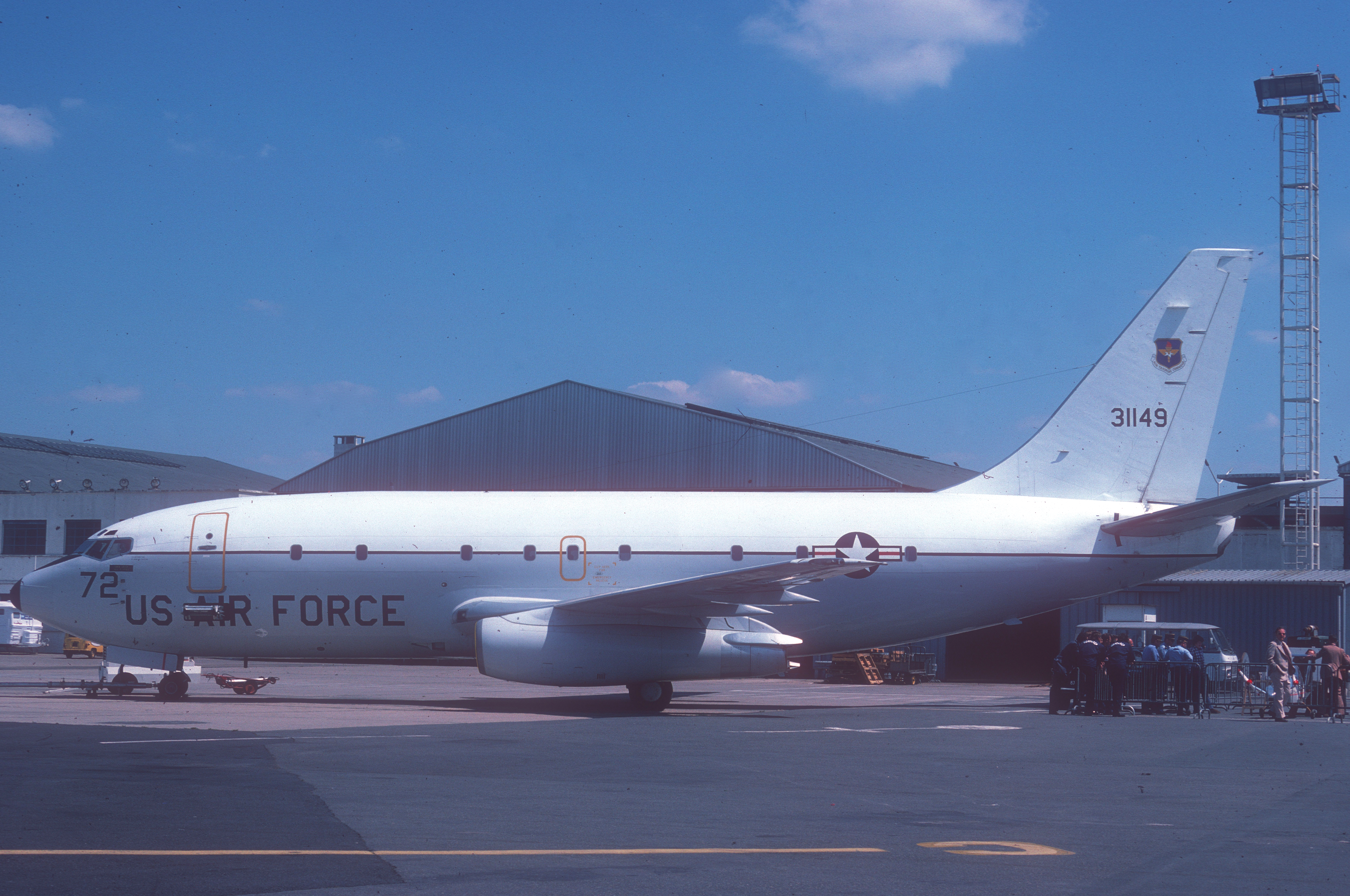
Разбившийся самолёт в 1977 году

Boeing CT-43A, представлявший собой военную модификацию самолёта Boeing 737-200 (регистрационный номер 73-1149, заводской 20696, серийный 347), был выпущен в 1974 году, совершив первый полёт 27 марта. 11 апреля того же года он был передан Военно-воздушным силам США — в частности, он принадлежал 76-й воздушно-транспортной эскадрилье 86-го воздушно-транспортного крыла, базировавшейся на авиабазе Рамштайн (Рамштайн-Мизенбах, ФРГ). Самолёт был оснащён двумя турбореактивными двигателями Pratt & Whitney JT8D-9A.
Вместимость самолёта составляла 53 человека (после модификации, проведённой в 1992 году). С момента последней проверки и инспекции совершил 48 циклов «взлёт-посадка» и налетал 103,5 часа, выполнив 98,6 % задач.

### Экипаж
Состав экипажа рейса IFO-21 был таким:
- Командир экипажа — 35-летний капитан Эшли Дэвис (англ. Ashley Davis)[6]. Ранее управлял самолётом Boeing KC-135. На пилота Boeing T-44 был квалифицирован в 1994 году, командиром воздушного судна стал в 1995 году. Налетал 2942 часа, в том числе 582 на Boeing T-43[11].
- Помощник командира — 33-летний капитан Тимоти Шафер (англ. Timothy Shafer)[6]. Ранее управлял самолётом Lockheed C-141 (квалифицирован в 1993 году). На пилота Boeing T-43 был квалифицирован в 1990 году, командиром воздушного судна стал в 1992 году. Налетал 2835 часов, в том числе 1676 на Boeing T-43[12].

В салоне самолёта работали три бортпроводника:
- Сержант Черил Тёрнедж (англ. Cheryl Turnage)[13], 37 лет.
- Сержант (техник-сержант) Шелли Келли (англ. Shelly Kelly), 36 лет[6].
- Штаб-сержант Роберт Фаррингтон-младший (англ. Robert Farrington, Jr.)[13].

Также на борту находился служебный пассажир — 29-летний авиамеханик и штаб-сержант Джеральд Олдрич (англ. Gerald Aldrich).
С февраля по март 1996 года (за 60 календарных дней) личный состав 76-й воздушно-транспортной эскадрильи совершил 80 рейсов. Командующего эскадрильей и начальника оперативного отдела эскадрильи оценивали как опытных руководителей, умевших выполнять поставленные задачи по доставке пассажиров и грузов; о Дэвисе и Шафере отзывались как о «лучших пилотах в мире».

### Пассажиры
Значительную часть пассажиров составляли чиновники из Министерства торговли США и крупные бизнесмены, которые летели в Дубровник для проведения переговоров с правительством Хорватии по поводу восстановления национальной экономики.
Министерство торговли США
- Рональд Браун (англ. Ronald Brown), министр торговли США.
- Дуэйн Кристиан (англ. Duane Christian), начальник охраны Брауна.
- Адам Дарлинг (англ. Adam Darling), личный советник Брауна.
- Гэйл Доберт (англ. Gail Dobert), заместитель руководителя Бюро связей с бизнес-кругами (англ. Office of Business Liaison).
- Кэрол Хэмилтон (англ. Carol Hamilton), пресс-секретарь Брауна.
- Кэтрин Хоффман (англ. Kathryn Hoffman), старший советник Брауна по стратегическому планированию и особым инициативам.
- Стивен Камински (англ. Steven Kaminski), торговый советник службы внешней и внутренней торговли США.
- Кэтрин Келлогг (англ. Kathryn Kellogg), личный помощник из Бюро связей с бизнес-кругами.
- Чарльз Майсснер (англ. Charles Meissner), помощник Брауна по вопросам международной торговли.
- Уильям Мортон (англ. William Morton), заместитель помощника Брауна по международному экономическому развитию.
- Лоуренс Пэйн (англ. Lawrence Payne), специальный помощник службы внешней и внутренней торговли США.
- Наоми Уорбасс (англ. Naomi Warbasse), специалист по международной торговле.

Бизнесмены
- Барри Л. Конрад (англ. Barry L. Conrad), председатель и CEO компании «Barrington Group» (Майами, Флорида).
- Пол Кушман III (англ. Paul Cushman III), председатель и CEO компании «Riggs International Banking Corp.[англ.]» (Вашингтон, округ Колумбия).
- Роберт Э. Донован (англ. Robert E. Donovan), президент и CEO компании «ABB Inc.» (Норуолк, Коннектикут).
- Клаудио Элиа (англ. Claudio Elia), председатель и CEO компании «Air & Water Technologies Corp.» (Сомервилл[англ.], Нью-Джерси).
- Дэвид Форд (англ. David Ford), президент и CEO компании «InterGuard Corp.» в составе «Guardian International» (Оберн-Хилс, Мичиган).
- Фрэнк Майер (англ. Frank Maier), президент компании «Enserch International Ltd.» (Даллас, Техас).
- Уолтер Мёрфи (англ. Walter Murphy), старший вице-президент компании «AT&T Submarine Systems Inc.» (Морристаун[англ.], Нью-Джерси).
- Леонард Пьерони (англ. Leonard Pieroni), председатель и CEO компании «Parsons Corp.[англ.]» (Пасадина, Калифорния).
- Джон А. Сковилль (англ. John A. Scoville), председатель компании «Harza Engineering Co.[англ.]» (Чикаго, Иллинойс).
- Дональд Тёрнер (англ. Donald Terner), президент компании «Bridge Housing Corp.» (Сан-Франциско, Калифорния).
- Стюарт Толан (англ. Stuart Tholan), президент компании «Bechtel-Europe/Africa/Middle East/Southwest Asia» (Сан-Франциско, Калифорния).
- Роберт А. Уиттакер (англ. Robert A. Whittaker), председатель и CEO компании «Foster Wheeler Energy International[англ.]» (Клинтон[англ.], Нью-Джерси).

Прочие лица
- Джеймс Левек (англ. James Lewek), аналитик ЦРУ.
- Ли Джексон (англ. Lee Jackson), сотрудник Министерства финансов США.
- Натаниль Нэш (англ. Nathaniel Nash), руководитель бюро газеты «The New York Times» во Франкфурте-на-Майне.

Также на борту были двое граждан Хорватии — переводчица Драгица Лендич-Бебек (хорв. Dragica Lendić Bebek) и фоторепортёр газеты «Slobodna Dalmacija» Никша Антонини (хорв. Nikša Antonini).
Полный список пассажиров рейса изначально должен был храниться в оперативном центре Командования ВВС США в Европе, однако его там не обнаружили. В итоге его восстановили только при помощи американского посольства в Загребе.
| Гражданство | Пассажиры | Экипаж | Всего |
| ----------- | --------- | ------ | ----- |
| США         | 28        | 5      | 33    |
| Хорватия    | 2         | 0      | 2     |
| Всего       | 30        | 5      | 35    |

## Хронология событий

### Подготовка к вылету
Пассажирами рейса IFO-21 были члены делегации Министерства торговли США во главе с министром Рональдом Брауном. Делегация прибыла с официальным визитом в Хорватию, чтобы обсудить восстановление экономики региона, подорванной гражданскими войнами в Хорватии и в Боснии и Герцеговине. В течение трёх дней делегация должна была посетить несколько городов Хорватии и Боснии и Герцеговины, а перелёт из Загреба в Дубровник был четвёртым из пяти запланированных. Их рейс изначально был запланирован на 1 апреля, а Дубровник в первоначальном маршруте как пункт назначения не фигурировал, тем более что пилоты рейса 021 (командир Дэвис и помощник командира Шафер) ранее никогда не садились в аэропорту Дубровника. Самолёт Boeing CT-43A должен был совершить серию рейсов в восьмидневный промежуток с 27 марта по 5 апреля 1996 года: помимо министра торговли Рональда Брауна, самолёт должен был доставить в разные точки министра обороны США Уильяма Перри и первую леди США Хиллари Клинтон, которые фигурировали в числе особо важных пассажиров. Прежде в ноябре 1995 года командир экипажа Дэвис перевозил на борту этого самолёта глав Хорватии, Югославии и Боснии и Герцеговины в Сараево после подписания Дейтонских соглашений, хотя с первого раза сесть в Сараево ему не удавалось.
1 апреля в 19:45 командованию 76-й воздушно-транспортной эскадрильи сообщили об изменениях в маршруте и включении в список остановок Дубровника, однако доподлинно не было известно, получили ли пилоты в тот день это же сообщение; впоследствии вдова помощника командира Шафера сообщила следователям, что её мужу позвонил командир Дэвис и попросил прибыть в расположение экипажа пораньше. Утром 2 апреля экипаж рейса 21 готовился на базе своей эскадрильи к вылету в Загреб. Он запросил внести изменения в маршрут и позволить экипажу вернуться в Загреб на то время, пока американская делегация будет пребывать в Сараево. Изменения были внесены, а командир экипажа также запросил план перелёта в Дубровник. В 12:32 по местному времени самолёт с экипажем вылетел с авиабазы Рамштайн и в 14:00 приземлился в Загребе, а через час (в 15:00) члены экипажа разместились в одном из отелей. Ожидалось, что их рейс начнётся ранним утром 3 апреля, в промежутке между 03:30 и 04:00. Boeing CT-43A борт 73-1149, на борту которого планировалось доставить пассажиров, летел из Каира.
Вечером 2 апреля в 22:00 помощник командира Шафер связался с авиабазой, запросив информацию о последних изменениях в маршруте; позже утверждалось, что ему доложили о факте изменений устно, а при отправке факсом подробного документа с детальной информацией он получил только его обложку. После четвёртого изменения маршрут рейса IFO-21 стал таким: Загреб—Тузла—Сплит—Тузла—Дубровник—Загреб; причиной включения Сплита в список остановок стала парковочная площадка недостаточных размеров в Тузле, не позволявшая держать самолёт положенные 7 часов и 20 минут до вылета в Дубровник. В итоге экипажу предложили по прибытии в Тузлу оставить там пассажиров и лететь в Сплит, а затем вернуться в Тузлу за пассажирами и вылететь в Дубровник. В Тузле самолёт должен был сесть на базе SFOR, а в Дубровнике — на ВПП № 12 местного аэродрома Чилипи. Экипаж самолёта, летевшего из Каира, не знал, известно ли его «сменщикам» об изменениях в план полёта, но готов был оказать всю необходимую помощь.
Командир экипажа самолёта, летевшего из Каира, подготовил для своих коллег план трёх из пяти перелётов (в том числе из Тузлы в Дубровник), а также собрал информацию для обеспечения связи с диспетчерами и даже вытащил из справочника листы с описанием процедуры посадки самолёта в Дубровнике, намереваясь передать всё это коллегам в Загребе. В 23:20 летевший из Каира борт 73-1149 приземлился в Загребе, а его командир экипажа в промежуток между 00:30 и 01:00 уже 3 апреля зашёл в отель, отыскав помощника командира Шафера и передав ему всю необходимую информацию. Командир Дэвис в разговоре с Шафером обратил внимание на то, что для посадки в Дубровнике требовалась видимость не менее 4800 м. В 03:30 члены экипажа собрались в отеле и в 04:00 связались с авиабазой Рамштайн, получив устные указания о последнем внесённом изменении в маршрут.
В 04:03 им отправили факс с погодными условиями в Тузле, Дубровнике и Загребе на день вылета, хотя доподлинно неизвестно, подтвердили ли члены экипажа полученный факс. В частности, о погоде в Дубровнике сообщалось следующее — направление ветра 140°, скорость 10 узлов (18,5 км/ч), видимость без ограничений, облачность на высоте 762 м, пасмурная погода на высоте 2400 м, температура +12 °C, вероятность дождя, атмосферное давление 751,33 мм рт. ст. Что касается погодных условий на территориях, над которыми должен был проходить полёт, то в факсе сообщалось о возможности гроз на высотах вплоть до 10 675 м, возможности обледенения самолёта на высоте до 5490 м и небольшой турбулентности на высоте до 3050 м. Погодные сводки в тот день сообщали о большой области низкого атмосферного давления в Средиземноморском регионе и сильной облачности, сопровождаемой дождями (в отдельных регионах — с грозами). На снимках европейских метеоспутников отмечалась сильная облачность на большинстве территорий стран бывшей Югославии, а в некоторых районах вид облаков намекал на вероятность грозовых дождей. В день рейса экипаж сообщил метеорологической службе Командования ВВС США в Европе о тех же самых погодных условиях, что и в факсе (ими были отмечены сильная облачность, дождь и возможность грозы).

### Перелёт из Загреба в Тузлу
3 апреля 1996 года в 04:40 экипаж борта 73-1449 (позывной рейса IFO-21), прибывший к самолёту, связался по радио с метеорологической службой Командования ВВС США в Европе и получил от них сведения о погоде в Тузле и Дубровнике. В 06:24 рейс IFO-21 вылетел из Загреба с находившейся на его борту американской делегацией Министерства торговли США в составе 28 человек (изначально самолёт должен был взлететь в 06:00, однако вылет был отложен из-за того, что члены делегации задерживались); это был первый день её пребывания на территории Хорватии. Первая часть маршрута (Загреб—Тузла) прошла без происшествий, но при этом пилоты незадолго до посадки сильно отклонились от заданного курса и запросили корректировку, а перед посадкой совершили полный разворот на 360°, чтобы «снизиться на пару тысяч футов» (англ. lose a couple of thousand feet). В Тузле рейс 21 приземлился в 07:15 (перелёт длился 51 минуту), после чего все 28 пассажиров покинули борт. Через 37 минут (в 07:52) самолёт вылетел из Тузлы (на 32 минуты раньше запланированного) и взял курс на Сплит.
В 08:32 самолёт приземлился в Сплите для дозаправки, вылетев оттуда в 11:56 (на 4 минуты раньше запланированного), однако последующий перелёт в Тузлу продлился на 11 минут дольше запланированного (51 минута вместо 40) из-за того, что маршрут полёта проходил через закрытое воздушное пространство и из-за этого пройдённое самолётом расстояние оказалось длиннее на 167 км. В 12:47 рейс IFO-21 приземлился в Тузле, где на его борт поднялись ещё двое граждан Хорватии, присоединившись к 28 членам американской делегации. Весь полёт проходил в целом без каких-либо происшествий, но в крайне плохую погоду (шёл сильный дождь) и при очень слабой видимости, вследствие чего пилоты были вынуждены использовать навигационное оборудование, чтобы найти взлётную полосу аэропорта Дубровник.
В 14:04 пилоты Дэвис и Шафер получили предупреждения о возможном тумане в районе аэропорта Дубровник. Аэропорт был очень слабо оборудован — в нём было всего лишь простейшее навигационное оборудование, с помощью которого сотрудники могли принимать радиоволны в метровом диапазоне (VHF), но не в дециметровом (UHF). Ранее в аэропорту Дубровника присутствовали курсо-глиссадная система, всенаправленный азимутальный радиомаяк и три радиомаяка для ориентировки при посадке, однако во время войны почти всё оборудование было разрушено или украдено и там остались только два радиомаяка. Единственная взлётно-посадочная полоса протяжённостью 3500 м тянулась с востока на запад. За несколько месяцев до выполнения рейса IFO-21 в этом аэропорту была проведена инспекция, по итогам которой в феврале 1996 года командование ВВС США разрешило своим лётчикам совершать там посадки только днём в ясную погоду. У командования ВВС США были опасения, что при осуществлении процедуры посадки пилоты рисковали получить неверную информацию о высоте полёта, что могло привести к катастрофе. Тем не менее у экипажа борта 73-1149 не было другой возможности совершить посадку, поскольку они часто садились на подобных плохо оборудованных аэродромах в Восточной Европе.

### Вылет из Тузлы, полёт к Дубровнику
В 13:55 рейс IFO-21 вылетел из Тузлы, набрав высоту 4880 м, а экипаж попросил авиадиспетчера Тузлы дать им сигнал совершить поворот налево, чтобы избежать попадания в грозу. Начиная с 14:02 рейс 21 сопровождали авиадиспетчеры НАТО в Загребе и самолёт дальнего радиолокационного обнаружения Boeing E-3 Sentry (позывной MAGIC), который отвечал за радиоразведку и предупреждения об угрозах в воздушном пространстве Хорватии и Боснии и Герцеговины. В 14:06 диспетчеры позволили рейсу 21 занять эшелон FL190 (5795 м), а затем и эшелон FL250 (7625 м); радиосвязь с MAGIC поддерживалась постоянно. Экипаж рейса IFO-21 запросил информацию об ожидаемой в районе посадки погоде на 14:40 (предполагаемый момент посадки). Ему были предоставлены следующие сведения: направление ветра 110°, скорость 12 узлов (22 км/ч); облачность на высоте 152 м, пасмурная погода на высотах 610 и 2440 м; атмосферное давление 758,19 мм рт. ст., барометрическая высота 186 м; температура воздуха +11 °C; дождь, видимость до 8000 м. В целом сообщалось о сильной облачности и небольших районах, где намечались ливни с грозами.
Двигаясь в воздушном пространстве Боснии и Герцеговины в сторону Хорватии, экипаж борта 73-1149 несколько раз получал предупреждения от Boeing E-3 о том, что они отклоняются от курса и выходят за пределы дозволенного воздушного коридора. В Боснии и Герцеговины действовали всего три коридора, каждый из которых открывался для полётов только в определённое время. Пилоты рейса 21, прокладывая маршрут в Дубровник, изначально выбрали для прохождения коридор BEAR, однако во время рейса этот коридор оказался закрыт. Экипаж обратился к авиадиспетчерам НАТО в Загребе с просьбой начать векторение, чтобы войти в разрешённый коридор, но, получив исходную информацию, продолжил движение по коридору BEAR, что заняло у них от 15 до 16 минут дополнительно. По достижении хорватского воздушного пространства самолёт продолжили с земли вести уже гражданские диспетчеры аэропорта Загреба, позволив экипажу снизиться до высоты 6405 м на расстоянии 46 км до Сплита. Отставание рейса 73-1149 от графика полёта в связи с движением по коридору BEAR достигло 15 минут, а к моменту прибытия в Дубровник отставание превысило 20 минут.
В 14:34 борт 73-1149 вошёл в воздушное пространство Сплита и получил разрешение снизиться до 4270 м (14 000 футов), снизившись к 14:39 до 3050 м (10 000 футов). После этого ведением самолёта с земли занялся персонал аэропорта Дубровника — поскольку в их аэропорту отсутствовал радар, все указания экипажу рейса 21 передавались диспетчером на базе вертикального, горизонтального и бокового эшелонирования. В 14:46 после переговоров с аэропортом пилотам рейса 21 разрешили следовать в направлении радиомаяка на острове Колочеп (15,9 км от радиомаяка у Цавтата), а после освобождения эшелонов самолёту разрешили снизиться до 1525 м. Снижение самолёта, предположительно, началось с отметки 3050 м на расстоянии в 30 км от Колочепа и проходило на скорости от 414 до 450 км/ч (около 250 узлов).
С 12:00 по 14:00 в районе Дубровника шёл дождь, хотя ожидаемой грозы не состоялось (никто с диспетчерской вышки аэродрома не видел отблески молний и не слышал гром). В промежуток с 14:30 по 15:00 в районе Дубровника было зафиксировано всего два или три раската грома, что говорило о том, что грозовых дождей в районе города не ожидалось. В то же время прогноз погоды, полученный пилотами рейса, подтверждался показаниями очевидцев о сильной облачности, сильном ветре и проливном дожде. Погода значительно ухудшилась после 16:00, когда самолёт уже исчез с экранов радаров: скорость ветра выросла до 16 узлов (30 км/ч), из-за дождя видимость сократилась до 1000 м, а облачность уже была на высоте 300 м. В течение нескольких последующих часов погодные условия почти не менялись. По результатам наблюдения на станции в Бриндизи были получены следующие данные о ветре в районе Дубровника: на высоте 33,5 м зафиксированы направление ветра 130° и скорость 13 узлов (24 км/ч), на высоте 121,92 м — направление 150° и скорость 21 узлов (39 км/ч), на высоте 915 м — направление 160° и скорость 25 узлов (46 км/ч), на высоте 1525 м — направление 170° и скорость 24 узла (44 км/ч). Разница в данных наблюдения связывалась с рельефом местности вокруг Дубровника. Сдвиг ветра в ходе наблюдений из Бриндизи не был обнаружен.
Согласно принятой к тому моменту Инструкции ВВС США № 11-206, посадку в аэропорту Дубровника можно было осуществить только при полёте по визуальным правилам и только при идеальных погодных условиях: высота облаков должна была составлять не менее 458 м, а видимость — достигать 5 км. Формально в тот день погодные условия были намного хуже, чем допускалось. В то же время внутренние документы 86-й оперативной группы позволяли садиться на аэродром и при видимости 4800 м.

### Заход на посадку
В 14:50 с экипажем рейса IFO-21 связался пилот хорватского самолёта, приземлившегося час назад в аэропорту Дубровник. Этим рейсом прибыли посол США в Хорватии Питер Гэлбрайт и премьер-министр Хорватии Никица Валентич. Пилот сообщил, что погодные условия в аэропорту ухудшились настолько, что едва соответствуют минимально допустимым для посадки, и попросил пилотов рейса IFO-21 дать ответ на частоте 123,47 МГц (частота, отличающаяся от той, на которой общался экипаж с диспетчером Дубровника). К тому моменту, по свидетельствам членов хорватской делегации, ожидавших прибытия Брауна, в Дубровнике шёл сильный дождь, из-за которого ни взлёт, ни посадка самолётов на аэродром Чилипи уже не были возможны, а местные жители рассказывали, что подобных дождей не было на протяжении века. Пилот того же севшего в Дубровнике рейса посоветовал экипажу рейса IFO-21 в случае невозможности посадки на ВПП № 12 уйти в сторону Сплита, сделать круг и попробовать сесть на ВПП № 30 аэропорта Дубровника. Подобная процедура была предусмотрена при посадке на ВПП № 30, на которую сел самолёт с Гэлбрайтом и Валентичем на борту, но не при посадке на ВПП № 12 (погодные требования к посадкам на любую из этих взлётных полос были одинаковыми). Весь разговор, по словам пилота, продлился не более 20 секунд. Было установлено, что он обращался к рейсу 21 два раза. Однако ответил ли рейс 21 этому пилоту по поводу процедуры посадки с кругом над аэропортом, установлено не было.
В 14:52 экипаж рейса 21 сообщил диспетчеру аэродрома Чилипи, что их самолёт находится в 30 км от аэродрома. Рейсу 21 разрешили снизиться на высоту 1220 м (4000 футов), но попросили доложить о прохождении радиомаяка на острове Колочеп. Борт 73-1149 достиг высоты 1250 м (4100 футов), пройдя радиомаяк, однако его скорость была ещё достаточно высокой, чтобы начать подготовку к снижению и посадке самолёта. Посадка на ВПП № 12 аэродрома Чилипи была допустимой при минимальной высоте снижения 656 м и видимости не менее 4,8 км. Экипаж мог ориентироваться по радиомаякам, один из которых находился на острове Колочеп и служил контрольной точкой перед началом снижения, а другой (рядом с Цавтатом) позволял им придерживаться траектории вплоть до совершения посадки на нужную ВПП. Метод отсчёта времени не мог быть использован в качестве основного при определении места посадки, но рекомендовался в случае, если основные способы не помогут это определить.

### Катастрофа

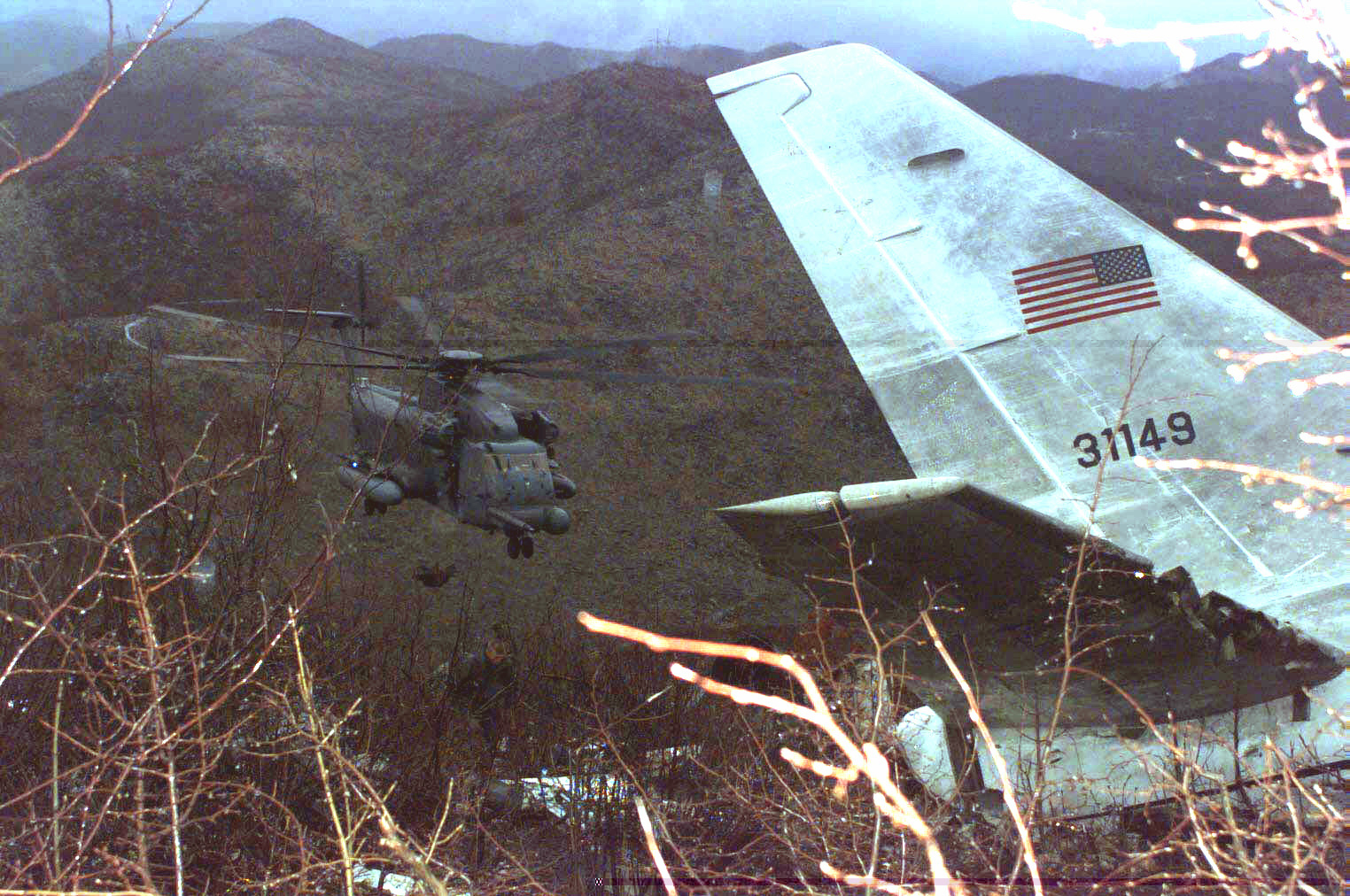
Поисковый вертолёт MH-53J Pave Low на месте катастрофы

В 14:53 самолёт прошёл радиомаяк на острове Колочеп. Согласно самолётам-разведчикам Boeing E-3, горизонтальная скорость рейса 21 составляла 210 узлов (389 км/ч), согласно данным радара аэропорта Загреб — 230 узлов (426 км/ч). С учётом поправок на ветер — направление 180°, скорость 30 узлов (56 км/ч) — она должна была входить в промежуток между 209 и 228 узлами (от 387 до 422 км/ч). При этом рекомендуемая скорость самолёта должна была быть ниже на 30 узлов (на 56 км/ч). Снизившись до высоты 1251 м, самолёт начал выполнение процедур снижения и подготовки к посадке, хотя разрешения на посадку не было дано. Диспетчер попросил пилотов задержаться над островом, однако это обращение было сделано на хорватском языке, вследствие чего пилоты могли его не понять. В этот же момент ещё один самолёт запросил у авиадиспетчера Дубровника сведения о погоде, получив следующий ответ: направление ветра 120°, скорость 12 узлов (22 км/ч), видимость 8 км, облачность на высоте 492 м, пасмурная погода на высоте 1169 м, атмосферное давление 757 мм рт. ст., температура воздуха +12 °C, точка росы +11 °C.
Сообщение пилотов о прохождении радиомаяка на острове Колочеп было последним, переданным с борта рейса IFO-21. Разрешение на посадку было дано авиадиспетчером в 14:54. Заходя на посадку, рейс IFO-21 после прохождения радиомаяка взял не запланированный курс 119°, а курс 110°, которого придерживался вплоть до последнего момента. На заключительном участке полёта работала противообледенительная система двигателей, шасси не выпускались, а закрылки находились в диапазоне углов от 0 до 10° (при том, что при посадке их нужно было выпустить под углом 30°). В ходе снижения самолёт достиг высоты 671 м при том, что минимальная для начала процедуры посадки высота составляла 656 м. Скорость движения пилоты снизили до 150 узлов (278 км/ч), но в соответствии с инструкциями при посадке снижение должно было достичь 133 узлов (246 км/ч). Согласно выводам следователей, в последние секунды полёта экипаж выпустил закрылки до угла 30° и заодно выпустил шасси, но сам самолёт приобрёл правый крен под углом 11°.
В 14:57, находясь на высоте 662 м, рейс IFO-21 врезался в склон горы Стражишче (хорв. Stražišće), высота которой достигала 701 м над уровнем моря. Катастрофа произошла в 3,1 км от центра осевой линии ВПП и в 3,3 км к северу от ВПП. Самолёт задел правым крылом скалу, после чего его развернуло, и он врезался носом в склон горы с такой силой, что от удара полностью разрушился (сгорел почти весь фюзеляж), уцелела только его хвостовая часть. Обломки были разбросаны на территории длиной 219 м и шириной 141 м; в эпицентре катастрофы оказались сгоревшая центральная часть самолёта, остатки фюзеляжа левого крыла и носовая часть с кабиной пилотов. Хвостовая часть была найдена вверх по склону относительно места катастрофы, направленная курсом 90° (в южную сторону) и завалившаяся на левую сторону; рядом с ней была обнаружена 3,4-метровая секция левого крыла. Также вверх по склону были отброшены правое крыло и двигатель № 2 (правый). Закрылки, спойлеры и элероны сгорели почти полностью. Расположение основных структурных компонентов самолёта среди развалин соответствовало магнитному курсу самолёта 120°.

## Поисково-спасательная операция

### Поиски у островов Колочеп и Лопуд
В течение последующих 4 минут диспетчер аэропорта Дубровник безуспешно пытался установить связь с рейсом IFO-21, после чего запросил помощи у полиции города Дубровника, представителей Вооружённых сил Хорватии и руководства порта Дубровника. Поскольку заключительный отрезок маршрута рейса IFO-21 проходил над водой, поиски пропавшего самолёта начались именно в море. В 15:20 гражданские диспетчеры аэропорта Загреб сообщили диспетчерам НАТО об исчезновении рейса IFO-21, а через 10 минут эта информация была передана Объединённому центру воздушных операций НАТО в итальянской Виченце. Центр обратился к экипажам нескольких самолётов НАТО, курсировавших в той зоне, попытаться выйти на связь с пропавшим рейсом IFO-21, однако эти попытки также не увенчались успехом. Делегация встречающих ждала американцев в аэропорту в течение трёх часов, пока не стало известно о крушении.
Приблизительно в 16:00 Объединённый центр связался с вертолётной частью ВКС Франции в Плоче как наиболее близкой к месту исчезновения самолёта — эта вертолётная часть, в свою очередь, запросила разрешение в Мостаре, получив его меньше чем через час, и приступила к поискам. Причиной обращения центра к французским пилотам был тот факт, что у хорватов попросту не было специально оснащённых вертолётов для подобных операций, а у французов были подобные вертолёты типа SA-330. Полиция Цавтата начала поиски при участии патрульной лодки, обследовав участок между островом Колочеп и побережьем Дубровника вплоть до аэропорта. Позже загребские диспетчеры сообщили НАТО о том, что кто-то из местных жителей мог засвидетельствовать крушение самолёта в районе южного побережья острова Лопуд (в 3,7 км от того места, где на самом деле произошла катастрофа). Три французских вертолёта были подняты в 16:55 и отправились в район Дубровника, где по прибытии их экипажам сообщили, что район острова Колочеп уже был проверен. Из-за низкой облачности (от 61 до 91 м) вертолёты не смогли осмотреть вершину острова, которую окутал туман.
Далее французы осмотрели остров Лопуд в 3,7 км от Колочепа и пролив между ними, а затем и заключительный участок маршрута, по которому должен был лететь пропавший самолёт. Из-за тумана, который окутал горы, французские вертолёты не смогли ничего обнаружить; никаких сигналов и сообщений с места предполагаемого падения самолёта также не поступало. В помощь им были направлены два американских вертолёта MH-53J и топливозаправщик типа MC-130, вылетевшие из итальянского Бриндизи, который находился в часе полёта от Дубровника. Вплоть до обнаружения обломков американцы полагали, что разбился одномоторный учебный самолёт Beechcraft T-34. Сведений о том, какова была траектория полёта разбившегося самолёта, американцам не предоставили; позже один из пилотов сказал, что если бы им сообщили, что разбившийся самолёт собирался сесть в Дубровнике, то это упростило бы им задачу. Сами вертолёты прибыли к побережью Дубровника в 18:30.

### Сигнал от аварийного маяка
В 17:35 руководивший спасательной операцией военный самолёт принял слабый сигнал от аварийного приводного маяка на частоте 243 МГц без указания направления, с которого пришёл этот сигнал, и передал эту информацию Объединённому центру. Этот же сигнал (но большей мощности) повторился в 17:55 и был принят тем же самолётом, а вскоре этот сигнал приняли и на одном из американских поисково-спасательных вертолётов; никакие участки рельефа не препятствовали приёму этого сигнала пилотами одного вертолёта. Экипаж другого вертолёта принял этот же сигнал в искажённой форме из-за препятствий между источником сигнала и самим вертолётом. Однако ни тот, ни другой вертолёт из-за плохой погоды не смогли подлететь к горе, откуда исходил сигнал. В аэропорту Дубровника оборудования для приёма УКВ-волн, на которых передавался этот сигнал, также не было. В связи с языковым барьером между спасателями и хорватскими диспетчерами, а также противоречивыми данными о крушении поисковая операция затягивалась.
В 18:45 в полицию Дубровника поступило сообщение от местного жителя, проживавшего в доме у основания горы Стражишче. Он сказал, что в 15:00 услышал звук приближавшегося самолёта и затем звук взрыва, однако из-за очень низкой видимости (не более 10 м) не смог разглядеть, что именно случилось; сначала он решил, что либо с таким звуком пролетел самолёт НАТО, либо взорвалась граната. Только около 18:00 он смог увидеть последствия катастрофы, а затем в течение 30 минут ехал из своего дома по узкой горной дороге в сильный туман и дождь, чтобы дозвониться до полиции. В 19:20 пятеро местных сотрудников полиции после 15-20 минут долгого пути в темноте и по неровной поверхности сообщили в штаб об обнаружении обломков самолёта. Таким образом, только через 4,5 часа после катастрофы хорватские полицейские во главе с начальником полиции Дубровника Витомиром Баяцем (хорв. Vitomir Bayats) сумели добраться до места катастрофы.

### Поиски выживших
Рядом с хвостовой частью самолёта, которая внешне почти не пострадала, были обнаружены тела 4 человек. Основная часть самолёта (носовая часть с кабиной пилотов, центральная часть и оба крыла вместе с двигателями) почти полностью разрушилась и сгорела, вследствие чего полицейские поначалу решили, что все находившиеся на его борту пассажиры и экипаж погибли. Тем не менее они запросили помощи от пожарных и службы неотложной скорой помощи для продолжения операции. В 19:48 оба американских вертолёта сели в Дубровник на дозаправку — при низкой облачности (31 м) и проливном дожде с грозами один из экипажей выступил за то, чтобы остановить операцию до улучшения погодных условий, однако Объединённый центр отклонил это предложение. После дозаправки экипажи получили координаты места катастрофы, однако не могли лететь к горе Стражишче из-за того, что она всё ещё была окутана туманом и облаками. В то же время туман ненадолго поднялся, и они заметили, что на горе уже дежурили бригады «скорой помощи». Поисково-спасательную операцию также осложняла вероятность наличия мин в районе холмов, где упал самолёт.
В промежуток между 19:50 и 20:10 на гору поднялись ещё 90 полицейских, выставивших оцепление и продолживших поиски выживших. К 20:30 хорватская полиция, несмотря на бушевавший пожар, сумела добраться до обломков центральной части самолёта. В хвосте самолёта ими были обнаружены ещё 2 тела, заваленные обломками. Один из сотрудников полиции, проверяя пульс у обоих, ничего не почувствовал, однако в 21:30 кто-то из спасателей услышал вздох в районе хвостовой части самолёта и обнаружил выжившего, зафиксировав у него слабый пульс — им оказалась 36-летняя стюардесса и сержант (техник-сержант) Шелли Келли, которая находилась в хвосте самолёта и стала единственной, кто пережил непосредственно авиакатастрофу; у неё были диагностированы перелом позвоночника, серьёзное ранение ноги и многочисленные повреждения внутренних органов, однако она дождалась прибытия спасателей, несмотря на ливень. Спасатели оказали ей первую помощь, однако долго не могли решить, стоит ли её немедленно увозить в больницу, поскольку плохая погода не позволяла им спуститься вниз и доехать на машине до больницы. Попытки доставить Келли на вертолёте в больницу не увенчались успехом, поскольку из-за тумана и облаков вертолёт, вылетевший из Дубровника в 22:36, не смог сесть достаточно близко к спасателям и был вынужден вернуться на базу. Спасатели сумели спустить тяжело раненую стюардессу с горы и срочно отправили в больницу Дубровника, но врачи не успели оказать ей какую-либо помощь — от полученных ранений Шелли Келли скончалась по дороге в больницу. Врачи больницы Дубровника зафиксировали её смерть в 23:55.
Поиски при помощи американских вертолётов продолжались всю ночь, и только ночью 4 апреля в районе 01:45, спустя 11 часов после катастрофы один из вертолётов сумел сесть достаточно близко, чтобы трое человек смогли подняться на вершину — ими были два военных спасателя и офицер боевого управления из специального тактического отряда (англ. Special Tactics Squad). При видимости менее 3 м всем троим бойцам понадобилось 45 минут на подъём. В районе 04:00 к горе наземным транспортом подобрались американские солдаты, которые разбили небольшой палаточный лагерь и наладили связь, прежде чем продолжить поисково-спасательную операцию. В тех условиях видимость составляла не более 6 м, вследствие чего на путь от лагеря до места катастрофы приходилось тратить 1 час 15 минут, а разглядеть хвост самолёта не предоставлялось возможным, не подойдя к нему вплотную. К 04:50 спасатели обнаружили тела ещё 20 погибших и ни одного выжившего. Тела погибших доставили в морг Дубровника в течение суток.
Было установлено, что за исключением стюардессы Шелли Келли, пережившей катастрофу и умершей по дороге в больницу, все остальные 34 человека (4 члена экипажа и все 30 пассажиров) погибли мгновенно. Расследование показало, что на людей, находившихся на борту самолёта в момент удара о склон горы, воздействовала минимальная нагрузка от 50 до 100 G: в передней части самолёта люди испытали нагрузку от 100 до 150 G, а в хвостовой части — от 50 до 80 G. Согласно заключению сотрудников Института патологии Вооружённых сил США, все 34 человека (за исключением стюардессы Келли) в момент катастрофы получили травмы, несовместимые с жизнью. Следов алкоголя, наркотических веществ или медицинских препаратов в организмах пилотов не было обнаружено.

## Расследование

### Первоначальные версии
5 апреля 1996 года командующий ВВС США в Европе назначил бригадного генерала Чарльза Кулиджа-младшего главой следственной группы, которая должна была установить причины катастрофы рейса 73-1149. В состав следственной группы вошли эксперты из Национального совета по безопасности на транспорте, Федерального управления гражданской авиации США, а также компаний-производителей комплектующих самолёта — «Boeing» и «Pratt & Whitney». Содержимое расследования касаемо вопросов безопасности транспорта должно было остаться конфиденциальным и предназначалось только для персонала ВВС США, в то время как результаты расследования причин крушения планировалось представить общественности.
В начале расследования фигурировали несколько версий о предпосылках катастрофы, среди которых был конфликт командира 86-го военно-транспортного крыла ВВС США Уильяма Стивенса с бывшим командиром 76-й воздушно-транспортной эскадрильи подполковником Джеймсом Олбрайтом (англ. James Albright), который был ответственным за техническое обслуживание разбившегося борта 73-1149. За 5 дней до катастрофы Олбрайт покинул свой пост; пресса позже пыталась связать его отставку с катастрофой, однако это не подтвердилось. В «жёлтой прессе» тем временем начала фигурировать теория заговора, согласно которой гибель Рональда Брауна подстроил Президент США Билл Клинтон. Согласно этой теории, Брауна якобы застрелили в самолёте, который врезался в гору, следуя при этом по заранее намеченному курсу; выжившая стюардесса Келли при катастрофе якобы отделалась синяками, царапинами и разбитым носом, самостоятельно смогла добраться пешком до спасательного вертолёта, но умерла от раны в бедре, которая открылась якобы через 3 часа после катастрофы (у женщины якобы была повреждена бедренная артерия). В качестве доказательств этой версии упоминались некие записи речевых самописцев (в действительности их на подобных самолётах не было), аудиозапись переговоров диспетчера с самолётом и даже рентгеновский снимок черепа Брауна, которые вскоре якобы бесследно исчезли. В 2008 году издание «Index.hr» заявило о том, что Барак Обама в случае своей победы на президентских выборах в США был намерен всерьёз перепроверить выводы следственной комиссии и установить, имела ли место какая-либо криминальная составляющая в катастрофе рейса IFO-21.

### Техническое состояние самолёта
Согласно данным документов о техническом обслуживании самолёта в течение 12 месяцев до дня катастрофы, никаких серьёзных неполадок или проблем в работе самолёта не было зафиксировано. В то же время на месте катастрофы были найдены остатки документов, датируемых 2 и 3 апреля 1996 года — в первом документе говорилось о проблемах с переговорным устройством бортинженера, а во втором документе о проблемах с освещением в кабине экипажа. На борту самолёта находились документы со сведениями об обслуживании самолёта с 29 марта по 3 апреля, однако большая их часть сгорела во время катастрофы. Данные по обслуживанию самолёта на авиабазе Рамштайн свидетельствуют, что все сотрудники авиабазы имели соответствующую квалификацию и обладали достаточным опытом при обслуживании и ремонте самолётов подобного типа.
По результатам осмотра самолёта, проведённого в феврале 1996 года, была осуществлена замена регулятора давления и вертикального гироскопа. В марте 1996 года компания, обслуживавшая самолёт, обнаружила ещё 7 отклонений, которые, как затем выяснило следствие, не имели никакого отношения к катастрофе. Проверка обоих двигателей разбившегося самолёта показала, что они оба были исправны и работали не на холостом ходу: следов возгорания или попадания птиц не было обнаружено. В то же время состояние двигателей, которые работали на больших оборотах, показывало, что перед столкновением экипаж либо пытался уйти на второй круг, либо пытался снизиться, чтобы разглядеть зону для посадки, либо пытался отреагировать на сигналы системы предупреждения о близости земли.

### Электронное оборудование
Самолёты Boeing T-43, в отличие от их гражданской версии Boeing 737-200, никогда не оборудовались бортовыми самописцами и не имели на своём борту каких-либо иных подобных записывающих устройств. Также Boeing T-43 (будучи самолётом, который использовался государственным аппаратом США) не попадал под действия Федеральных авиационных правил США, согласно которым, он должен был быть оборудован самописцами в обязательном порядке. В связи с этим следствие лишалось многих возможностей узнать, что именно происходило на борту рейса IFO-21 в последние минуты перед столкновением с горой Стражишче; однако было доподлинно известно, что экипаж не посылал сигналов бедствия. Среди электронного оборудования самолёта присутствовал аварийный приводной маяк, работавший на частоте 243 МГц и передававший сигнал на расстояние до 148 км; для определения направления, с которого исходит данный сигнал, самолёт-приёмник должен был находиться в радиусе 93 км. Именно этот маяк помог определить спасателям точные координаты упавшего самолёта — маяк был прикреплён к вертикальной части хвоста самолёта, хотя в результате столкновения оторвавшийся хвост оказался в такой позиции, что сигнал маяка блокировался во всех направлениях, за исключением северо-западного и юго-восточного.
В результате вспыхнувшего пожара приёмопередатчик системы предупреждения о близости земли (GPWS) модели FPC-75 (производства компании «Rockwell-Collins») обгорел изнутри настолько, что данные о последних минутах полёта были безвозвратно утрачены. Изучая остатки элементов системы, инженеры «Rockwell-Collins» провели серию компьютерных симуляций с заданными условиями (горизонтальной скоростью самолёта и высотой полёта). В результате процедур моделирования они установили, что даже теоретически ни один из шести режимов работы системы и ни один вид предупреждения об опасном сближении с землёй не мог сработать, поскольку во время полёта не возникало условий, необходимых для срабатывания какого-либо из шести режимов. Серьёзные повреждения также получили комбинированный указатель воздушной скорости и числа Маха, высотомеры (в том числе радиовысотомер), две инерциальные навигационные системы (одна была полностью уничтожена) и другие приборы: в связи с этим значительная часть информации о последних минутах полёта самолёта не могла быть извлечена. Отклонений в работе курсовертикали, отвечавшей за работу авиагоризонта, планового навигационного прибора, радиомагнитного индикатора и курсоуказателей дистанции азимута командира воздушного судна и второго пилота в течение года до аварии не выявлялось. Авиагоризонт в момент столкновения показывал правый крен под углом 5°, а плановый навигационный прибор — курс в промежутке между 115° и 119°. Радиомагнитный индикатор был почти полностью уничтожен в результате столкновения и пожара, однако следователи заключили, исходя из состояния его стрелок, что он мог указывать на курс самолёта либо 115°, либо 295°. Сведения, извлечённые из разрушенного адаптера компаса, который принимал цифровые сигналы от авиагоризонта и инерциальной навигационной системы, свидетельствовали о курсе самолёта, находившемся в промежутке 116,1 — 116,4°. Сохранившаяся инерциальная навигационная система, по данным следователей, проработала 1 час 12 минут перед столкновением.
У пилотов на борту были два высокочастотных трансивера, позволявших общаться одновременно с диспетчерской вышкой и пилотом другого самолёта (на примере стоявшего на земле в аэропорту Дубровника). Помощь при посадке экипажу рейса 21 должен был оказать радиомаяк на острове Колочеп, использовавшийся в качестве вспомогательного навигационного оборудования: на борту Boeing CT-43A находился автоматический радиопеленгатор, который позволял пилотам найти этот радиомаяк и начать снижение для посадки. Радиопеленгатор самолёта работал на частоте 316 кГц, радиомаяк на Колочепе — на частоте 318 кГц, однако разница между частотами была несущественной для приёма сигналов рейсом. В сложившихся обстоятельствах пилоты могли использовать только радиомаяк в качестве ориентира при посадке. На другом краю аэропорта (рядом с Цавтатом) находился второй радиомаяк, который должен был предупредить пилотов в случае, если они будут отклоняться от траектории посадки. Чтобы одновременно принять сигналы и с Колочепа, и с Цавтата, нужен был второй радиопеленгатор, однако на борту разбившегося самолёта второго пеленгатора не было. В связи с этим предполагалось, что пилотам пришлось выполнять одновременно несколько задач в условиях ограничений по времени, в том числе и в плане приёма сигналов с радиомаяков. Рассматривалась также возможность того, что из-за особенностей рельефа местности сигналы с Колочепа и Цавтата были приняты в искажённом виде, и это могло привести к ошибкам в работе автоматического радиопеленгатора, но не объясняло отклонение самолёта от курса. Версию о воздействии электромагнитного излучения на самолёт как причине катастрофы следствие исключило: ни удары молний, ни какие-либо излучения, связанные с наземными теле- или радиопередатчиками не имели никакого отношения к катастрофе.

### Неисполнение распоряжений ВВС США
Осуществление посадки на ВПП могло проводиться экипажем исключительно по тем методикам, которые были одобрены Министерством обороны США и Национального управления океанических и атмосферных исследований — это требование присутствовало в Инструкции ВВС США № 11-206 (англ. Air Force Instruction 11-206). Методика, не включённая в списки Министерства обороны и Национального управления океанических и атмосферных исследований, должна была пройти предварительную проверку на соответствие требованиям ВВС США и получить экспертную оценку, прежде чем попасть в список одобренных методик и получить право на использование экипажем. Подобные меры принимались в связи с тем, что не все процедуры захода на посадку соответствовали требованиям безопасности у военных, а регулярных проверок работоспособности навигационных средств и актуальности используемой для посадки информации не проводилось. В качестве исключения методики посадки, не включённые в список разрешённых, могли использоваться только при визуальном полёте и при наличии соответствующих погодных условий в аэропорту.
Без одобрения от Министерства обороны и Национального управления океанических и атмосферных исследований экипаж разбившегося рейса не имел права осуществлять посадку в Дубровнике с помощью сигналов радиомаяков, особенно если полёт проходил не по правилам визуальных полётов. В то же время в 1995 году инструкция № 11-206 была дополнена очередным исключением, предложенным командованием ВВС США в Европе. Согласно этому положению, любую методику посадки, которой не было в списке разрешённых и которую ещё не одобрили эксперты, экипаж самолёта мог использовать в случае, если в районе посадки облака находились на высоте от 457 м, а видимость составляла от 5 км. После введения подобного исключения самолёты 86-го воздушно-транспортного крыла по закону уже не имели права совершать посадки на аэродромах, где они приземлялись прежде: погодные условия там уже считались не соответствующими требованиям инструкции. Новые положения вступили в силу в ноябре 1995 года, а для пилотов 86-го воздушно-транспортного крыла это означало значительное сокращение рейсов в ряд слабо оборудованных аэропортов Европы и Африки: при новых условиях посадки в подобных аэропортах уже запрещались. Ход расследования подтвердил, что экипажу рейса IFO-21 в связи с положениями инструкции № 11-206 запрещалось садиться в Дубровнике при тогдашних погодных условиях, однако у экипажа не было иного варианта для осуществления посадки и выполнения миссии — командование 86-го воздушно-транспортного крыла фактически проигнорировало введённый свыше запрет, не предприняв никаких мер по проверке транспорта на авиабазе Рамштайн (в том числе и тех самолётов, которые гипотетически могли приземлиться в Дубровнике). Предполагалось, что командование расценивало возможность отправки самолётов с авиабазы Рамштайн в Дубровник как низкую.
Командир 86-й оперативной группы полковник Джон Э. Мазуровски (англ. John E. Mazurowski) ещё задолго до рейса в Дубровник обратился к начальнику оперативного отдела командования ВВС США в Европе, объяснив в посланном по электронной почте письме всю сложность ситуации, и попросил предоставить 86-му воздушно-транспортному крылу официальное разрешение не исполнять определённые положения инструкции № 11-206, связанные с условиями посадки. Представитель командования ВВС США в Европе связался с Управлением лётных стандартов ВВС США (англ. Air Force Flight Standards Agency) по телефону и получил от них устное разрешение, передав услышанное им представителям командования 86-й оперативной группы, которые тут же издали документ, разрешавший личному составу 86-го воздушно-транспортного крыла совершать рейсы на аэродромы в обход инструкции ВВС США № 11-209. Однако представители Управления лётных стандартов отрицали как факт получения подобного запроса, так и ответ на него, заявив, что подобные запросы должны передаваться только в письменном виде, и ответы на них могут быть только в письменном виде, а устные заявления никакой законной силы не имеют. В январе 1996 года штаб ВВС США отправил представителям командования ВВС США в Европе сообщение, в котором сообщалось об отсутствии юридической силы устных запросов. Письменный запрос с просьбой предоставить исключение для 86-го воздушно-транспортного крыла был отправлен по всем правилам только 2 января 1996 года в штаб ВВС США.
Тем не менее Мазуровски на одной из дискуссий с участием командиров эскадрилий, запросивший список всех методик, которые требуют экспертной оценки, сумел убедить всех остальных в том, что соблюдение инструкции № 11-206 не является обязательным. Он мотивировал это тем, что пока проблемы с безопасностью не возникают, то и нет необходимости в выполнении соответствующих пунктов о недопустимости посадки в определённых аэропортах при определённых погодных условиях. Никто из присутствовавших на этой встрече не высказал свои возражения против игнорирования этой инструкции. Следователи установили, что в цепочке командиров, по которой передавалась информация о принятых решениях и отданных распоряжениях, все не только были осведомлены об инициативе командира 86-й оперативной группы, но и не препятствовали ему никоим образом. Свои действия Мазуровски объяснял своими опасениями по поводу того, что если пилотам разрешат совершать рейсы только на конкретные аэродромы и только в конкретных условиях, то это могло бы сильно ограничить возможности его подразделения в вопросе выполнения важных миссий. Вопреки формальному запрету, рейсы в «запрещённые» аэропорты продолжались и далее.
Ошибка Мазуровски заключалась в следующем: экипажи подразделения при посадке использовали инструкции и процедуры, подготовленные компанией «Jeppesen» и обозначенные формально как «безопасные», однако выпускающая их компания предупреждала, что не может давать какую-либо оценку безопасности каждой из процедур или инструкций. Оценкой могли заниматься только Министерство обороны и Национальное управление океанических и атмосферных исследований, а Jeppesen формально играла роль «издательского дома», выпускавшего подобные инструкции. В феврале 1996 года представители 17-й воздушной армии вызвали начальника 86-й оперативной группы по вопросам стандартизации и оценки, напомнив ему, что 86-е воздушно-транспортное крыло продолжает совершать рейсы в нарушение инструкции, и потребовали прекратить подобную практику вплоть до последующего распоряжения. Как показала практика, требования были проигнорированы, и в день катастрофы посадку на аэродром Дубровника экипаж осуществлял в нарушение соответствующих положений инструкции № 11-206.

### Квалификация экипажа и его действия во время рейса
По словам командира 76-й эскадрильи, в 1994 году обучавшийся на командира экипажа Дэвис не обладал для этого достаточной квалификацией, что стало причиной того, что в том году Дэвису не удалось стать официально командиром. В то же время в официальных отчётах об обучении пилота командир эскадрильи не упоминал о недостатках и неудачах Дэвиса. До февраля 1996 года инструктор Дэвиса, летавший с ним с момента его прибытия в расположение эскадрильи, не отмечал каких-либо проблем у Дэвиса в плане повышения квалификации. У помощника командира Шафера при этом формально не были завершены курсы командира экипажа, которые он должен был пройти с 3 по 5 апреля 1996 года, чтобы получить соответствующую квалификацию. Однако к моменту рокового рейса и у Дэвиса, и у Шефера уже была вся квалификация, необходимая для управления Boeing CT-43A.
За 2 года до катастрофы вступила в силу ещё одна инструкция ВВС США № 36-2243 под названием «Управление возможностями экипажа» (англ. Cockpit/Crew resource management), согласно которой все экипажи ВВС США должны были пройти обучение соответствующим навыкам по соответствующей программе CRM (Cockpit/Crew resource management). Несмотря на то, что эта инструкция была обязательной к исполнению, командование ВВС США в Европе не занималось её реализацией в полной мере: контроль и исполнение этой директивы был доверен 76-й воздушно-транспортной эскадрилье. Как оказалось, личный состав рейса IFO-21 не завершил до конца обучение по этой программе, а Дэвис и вовсе в течение 10 месяцев перед катастрофой не управлял Boeing CT-43A, совершив перед этим всего один рейс за его штурвалом. Ранее он управлял преимущественно самолётами типов Lockheed C/EC-130. Таким образом, при наличии нужной квалификации у экипажа попросту не было опыта полёта на таких самолётах. Помимо заключения судмедэкспертов об отсутствии следов алкоголя и наркотиков в организмах пилотов, свидетельские показания также говорили о том, что ни у кого из пилотов перед рейсом не выявлялось признаков стресса, депрессии или чрезмерной усталости. Перед вылетом с авиабазы Рамштайн оба пилота как следует выспались, хотя в ночь перед рейсом им дважды звонили с сообщениями об изменении маршрута полёта.
Согласно данным разведывательного самолёта под позывным MAGIC 51, следившего за траекторией полёта рейса IFO-21, на последних 20 км своего пути борт 73-1149 отклонился от курса на аэродром Чилипи и летел в сторону гор; в какой-то момент это отклонение достигло 7°. На этом же этапе траектория снижения внезапно выпрямилась; предполагается, что пилоты могли отказаться от неудобной для них навигационной системы радиомаяков в пользу старой инерциальной навигационной системы, использовавшей гироскопы для записи манёвров самолёта. Каждый разворот самолёта мог незначительно увеличивать общую погрешность, которая в итоге могла достигнуть нескольких градусов и привести к серьёзному отклонению от курса. Из установленных двух инерциальных навигационных систем сохранилась только одна, которая проработала 1 час и 12 минут до момента столкновения с горой, однако записывавшиеся ею сведения о координатах самолёта также были утрачены безвозвратно в результате катастрофы.
Что касается необходимости использования двух радиопеленгаторов для приёма одновременно двух сигналов при заходе на посадку, то обязанности определить все факторы, способствующие или мешающие процедуре посадки, возлагались на экипаж самолёта. Именно пилоты обязаны были проверить наличие всего необходимого оборудования на борту и проконтролировать выполняемую ими процедуру захода на посадку. Следствие не смогло выяснить, как экипаж рассчитывал определить точку ухода на второй круг, но предполагало, что они пытались засечь время, чтобы дождаться необходимого момента. На месте катастрофы были обнаружены часы командира Дэвиса, на которых значилось время 5 минут 50 секунд: по версии следователей, командир экипажа пытался таким образом вычислить момент ухода на второй круг. Предполагалось, что с момента прохождения контрольной точки последнего этапа захода на посадку до столкновения с горой прошло 4 минуты, а часы были запущены до прохождения контрольной точки.
На случай необходимости использования данных инерциальной навигационной системы пилоты Boeing CT-43A ориентировались на информацию с карты Хорватии. Согласно данным этой карты, минимальная высота, с которой экипаж должен был увидеть аэропорт Дубровника и с которой можно было бы начать снижение и осуществлять посадку, составляла 640 м. Однако, согласно американским стандартам, минимальная высота для снижения в гористой местности наподобие Дубровника должна была составлять 850 м. В случае, если экипаж не видел аэропорт с этой минимальной высоты, то он должен был немедленно прервать посадку. Следствие установило, что определить точку ухода на второй круг с помощью инерциальных навигационных систем для пилотов не представлялось возможным, поскольку положение отдельных переключателей на приборной доске не соответствовало отображению на дисплее соответствующей информации. Также по результатам проведения компьютерного моделирования с использованием данных радиомаяка Колочепа и критериев ICAO выяснилось, что минимальная высота снижения для самолёта должна была составлять 860 м, а на основании данных радиомаяка с Цавтата — 790 м. Хорватские расчёты показывали гораздо меньшую высоту по сравнению с расчётами, проведёнными по критериям ИКАО.
Проходя последние 16,09 км (10 миль), пилоты по плану должны были снизиться до высоты 609 м (2000 футов), выпустить шасси, снизить скорость достаточным образом для выпуска закрылок до 30°, провести полную проверку систем, отследить сигнал с Колочепа и выбрать точку для ухода на второй круг. При скорости около 241 км/ч это было вполне достижимо, а на расстоянии 6,4 км до аэропорта при выпущенном шасси и опущенных закрылках самолёт уже смог бы спокойно совершить посадку.

### Окончательный отчёт расследования
Суммарный объём материалов расследования по факту авиакатастрофы под Дубровником составил 7174 страницы, что было эквивалентно 22 томам документов. Окончательные итоги расследования были опубликованы 7 июня 1996 года, их огласил на брифинге в Пентагоне начальник штаба ВВС США генерал Рональд Фоглмен. В окончательном отчёте расследования было заявлено, что к катастрофе рейса IFO-21 привела совокупность ошибок командования, ошибок экипажа рейса IFO-21 и серия нарушений при осуществлении процедуры посадки в аэропорту Дубровник. По словам генерала Кулиджа-младшего, если бы хоть один из этих трёх факторов удалось нейтрализовать, катастрофы бы можно было избежать. На самом брифинге были констатированы следующие факты:
- Командование эскадрильи, в составе которой был разбившийся борт 73-1149, грубым образом нарушило Инструкцию ВВС США № 11-206, согласно которой посадку в аэропорту Дубровника ни в коем случае нельзя было производить в условиях плохой видимости[16].
- На борту рейса IFO-21 не было соответствующих навигационных систем, которые позволили бы совершить посадку в условиях, аналогичных полёту в Дубровник, однако экипаж не был извещён об этом недостатке самолёта[6]. В частности, на борту не было электронного оборудования, которое могло бы принять два сигнала от радиомаяков с Колочепа и Цавтата и упростило бы процедуру захода самолёта на посадку[71].
- Командованию эскадрильи предъявили обвинения в недостаточно тщательном обучении пилотов произведения посадки самолёта в плохо оборудованных аэропортах (в том числе в аэропортах стран социалистического блока) на фоне того, что пилотам приходилось использовать методики, не прошедшие предварительную проверку и не разрешённые к использованию[16].

Среди ошибок, допущенных экипажем, в отчёте упоминались неправильно составленный план полёта, неправильный маршрут полёта и неправильная процедура захода на посадку. Трудности, с которыми столкнулся экипаж, могли быть отчасти вызваны четырьмя изменениями, внесёнными в изначальный план полёта. Из-за отставания рейса на 15 минут, вызванного выходом из коридора в районе Тузлы, пилоты могли выполнять последующие снижение и посадку в состоянии спешки и допустить ряд ошибок. В частности, они начали снижение без разрешения от диспетчера аэропорта Дубровника, к тому же делали это со слишком большой горизонтальной скоростью. Определённую роль также сыграло отсутствие оборудования для приёма сигнала с острова Колочеп. Хотя посадка осуществлялась при плохой погоде, следствие решило, что погодные условия не могли стать решающим фактором, приведшим к катастрофе.
Основная ошибка экипажа заключалась в том, что пилоты не смогли правильно определить точку ухода на второй круг и тем самым совершить второй круг перед планируемой посадкой. Поскольку в условиях плохой видимости они не могли увидеть взлётную полосу, то обязаны были уйти на второй круг. По мнению следствия, если бы экипаж сумел правильно определить точку ухода на второй круг, то смог бы избежать столкновения с горой. Предполагаемая точка ухода на второй круг находилась в 1,9 км от места катастрофы. Результаты компьютерного моделирования и расчётов по методикам ИКАО, проведённых на основе полученной с обоих радиомаяков информации, привели к следующим выводам: если бы минимальная высота снижения составляла не 655 м, на которой летел экипаж перед столкновением, а 790 или 860 м, то пилотам удалось бы избежать столкновения с горой даже при отклонении рейса на 9° от предварительного заданного курса.

## Последствия катастрофы
После оглашения окончательных результатов расследования Президент США Билл Клинтон высоко оценил работу следователей ВВС США, которые достаточно жёстко, но честно указали на ошибки, приведшие к катастрофе. До командиров частей ВВС США, несших службу в Европе, было в очередной раз доведено о необходимости проверять аэродромы, на которых могли приземляться американские военные самолёты (в том числе в Боснии и Герцеговине, где находился миротворческий контингент, и в странах бывшего СССР). Прежде в Пентагон поступали обращения от командиров с просьбой освободить их от этих обязанностей, однако катастрофа под Дубровником исключила возможность их отмены. 4 апреля, уже на следующий день после катастрофы рейса IFO-21, ВВС США объявили, что все просьбы об исключениях из инструкции № 11-206 касаемо посадки в непригодных для этого аэродромах были окончательно отклонены.
Командование 86-го воздушно-транспортного крыла ВВС США было признано ответственным за неверные управленческие решения, повлекшие за собой авиакатастрофу. В связи с этим 31 мая 1996 года своих должностей лишились командир крыла бригадный генерал Уильям Э. Стивенс (англ. William E. Stevens), который занимал должность командира крыла с июня 1995 года, вице-командир полковник Роджер У. Хансен (англ. Roger W. Hansen) и командир 86-й оперативной группы полковник Джон Мазуровски. Один из высокопоставленных офицеров ВВС США, пожелавший остаться неназванным, заявил, что если бы командование крыла учло выводы из проверки аэропорта Дубровника, состоявшейся несколько месяцев назад, катастрофу можно было бы предотвратить. Рональд Фоглмен заявил о намерении провести дополнительное расследование, по итогам которого необходимо было принять решение о том, предстанут ли все трое перед военным трибуналом. Всего к ответственности были привлечены два генерала и 14 офицеров: в частности, начальник оперативного отдела и заместитель командира 86-го воздушно-транспортного крыла получили строгие выговоры. Авиадиспетчер аэродрома Чилипи Нико Еркуич (хорв. Niko Jerkuić) покончил с собой, выстрелив себе в грудь из пистолета; полиция обнаружила его тело через 3 дня после катастрофы, а судебно-медицинская экспертиза подтвердила версию самоубийства. Аэродром Чилипи впоследствии был оснащён всем необходимым радиолокационным оборудованием.
Во избежание дальнейших катастроф, связанных с отсутствием какого-либо важного электронного оборудования, была образована специальная группа ВВС под названием «Тигриная группа» (англ. Tiger Team), которая отвечала за установку и проверку на борту каждого военно-транспортного самолёта ряда жизненно важных систем, а также оценивала стоимость установки. В частности, на транспортные самолёты отныне в обязательном порядке устанавливались бортовые самописцы (речевые самописцы и регистраторы полётных данных), системы предупреждения столкновения в воздухе (TCAS) и GPS-навигаторы. На самолёты типа C-130 и C-17 была дополнительно установлена мобильная микроволновая система посадки (англ. MMLS / Mobile Microwave Landing System).

## Память
6 апреля 1996 года на авиабазе Довер около одноимённого города в штате Делавэр приземлился самолёт, доставивший тела погибших американцев: состоялась поминальная церемония при участии Президента США Билла Клинтона.
На вершине горы Стражишче, на месте, где произошла катастрофа, был воздвигнут крест из нержавеющей стали. Дорога к этой вершине получила имя погибшего в катастрофе Рональда Брауна — «Ronald Brown Path». Также в Дубровнике в доме-музее Рональда Брауна была оборудована комната с портретами всех 35 жертв катастрофы и гостевой книгой.
Авиакатастрофа под Дубровником показана в 4 сезоне канадского документального телесериала Расследования авиакатастроф в серии Исчезновение рейса 21.

### Комментарии
1. ↑  Здесь и далее указано Центральноевропейское летнее время — CEST
2. ↑  Здесь аэронавигационное направление ветра — юго-восточное, метеорологическое направление — северо-западное
3. ↑  Утверждается, что самолёт рухнул на вершину холма Свети-Иван (хорв. Sveti Ivan)[30]
4. ↑  По другим данным, Объединённый центр получил информацию также в 15:20 по местному времени[46].
5. ↑  Аналог аварийного радиомаяка, устанавливаемого на самолётах гражданской авиации[46]
6. ↑  По другим данным, это произошло в 19:40[48].